# Chryzant I (patriarcha Konstantynopola)
Chryzant I, gr. Χρύσανθος (ur. 25 lutego 1768, zm. 10 września 1834) – ekumeniczny patriarcha Konstantynopola w latach 1824–1826.

## Życiorys
Był zeslawizowanym Grekiem. Sprawował urząd patriarchy Konstantynopola od 9 lipca 1824 do 26 września 1826. Był członkiem Filiki Eteria.